# Anton Kolig

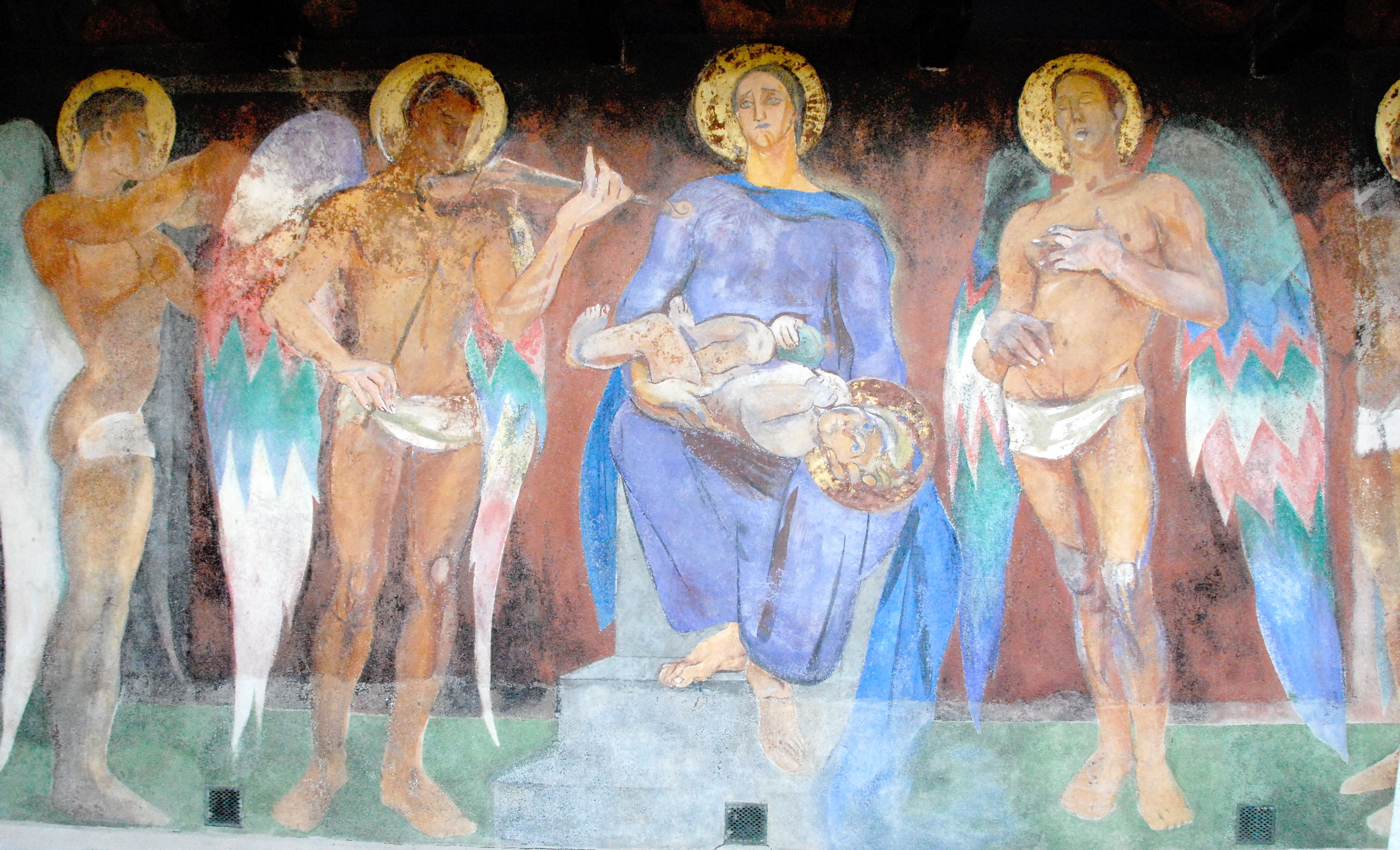
Fragment fresku – Madonna z Dzieciątkiem i muzykującymi aniołami, grób rodziny Michor na południowej ścianie kościoła w Saak (Nötsch)

Anton Kolig (ur. 1 lipca 1886 w Nowym Jiczynie, zm. 17 maja 1950 w Nötsch im Gailtal) był austriackim malarzem ekspresjonizmu i jednym z członków grupy zwanej Nötscher Kreis. Był dziadkiem austriackiego malarza, rzeźbiarza i twórcy instalacji Corneliusa Koliga.

## Życie

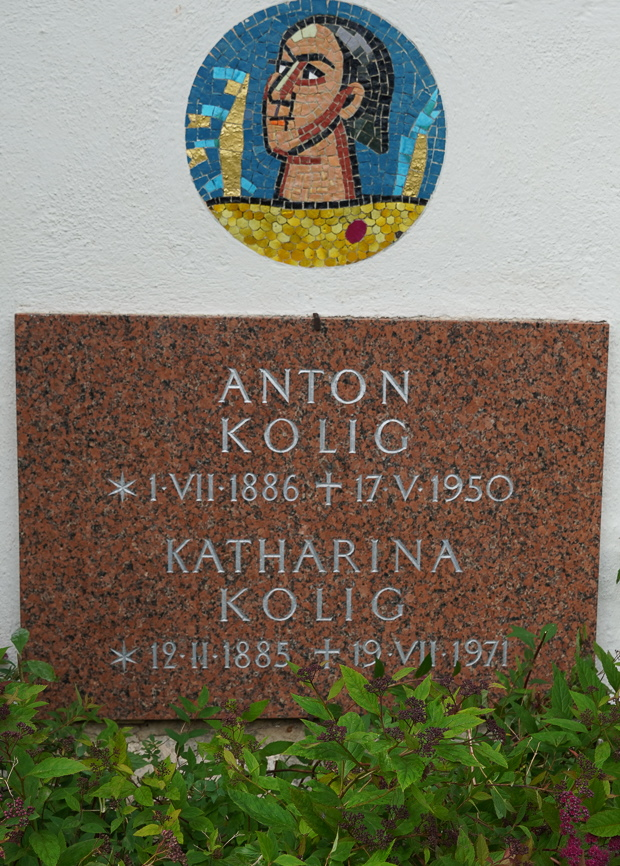
Mozaikowe tondo na grobie Antona Koliga na cmentarzu w Saak

Anton Kolig był synem malarza pokojowego i kościelnego Ferdinanda Koliga i jego żony Marii. Studiował od 1904 roku – razem z Oskarem Kokoschką – w Wiedniu na Kunstgewerbeschule. W 1907 przeniósł się na tamtejszą Akademię Sztuk Pięknych (Akademie der bildenden Künste), gdzie uczył się u Heinricha Leflera, Rudolfa Bachera i Aloisa Deluga. Tu poznał swoich rówieśników, Sebastiana Iseppa i Franza Wiegele, w kolejnych latach, dzięki wspólnym wyjazdom, ich rodzinne miasto Nötsch (im Gailtal). W 1912 ożenił się z Kathariną Wiegele, siostrą Franza.
Po raz pierwszy pokazał swoje prace publicznie w 1911 roku w ramach wystawy Hagenbundu, m.in. wraz z Oskarem Kokoschką, Antonem Faistauerem, Sebastianem Iseppem i Franzem Wiegele. Dzięki poleceniu ze strony Gustava Klimta i Carla Molla Kolig i Wiegele otrzymują w 1912 stypendium na pobyt w Paryżu, gdzie w Luwrze styka się Kolig przede wszystkim z malarstwem nowoczesnym. Wybuch I wojny światowej zaskakuje go w 1914 roku w Marsylii, skąd w pośpiechu musi uciekać, zostawiając wszystkie swoje prace. Przez Włochy dociera do Austrii i zatrzymuje się w Nötsch.
Od 1916 maluje obrazy związane z wojną, przy czym szczególne zainteresowanie wzbudzają jego portrety generałów i jeńców. W 1918 roku wystawia je (razem z Egonem Schiele) w Klagenfurcie. Portret generała Gottfrieda Seibta pędzla Koliga wyróżniony zostaje w 1928 w Düsseldorfie złotym medalem, a w 1936 artysta otrzymuje zań austriacką nagrodę państwową.
W latach 1926–1927 Anton Kolig brał udział w dekorowaniu nowego budynku festiwalowego (Festspielhaus) w Salzburgu wykonując dlań projekt gobelinu i mozaikę w holu wejściowym. Kiedy w 1928 otrzymał dwie propozycje objęcia profesury w Pradze i Stuttgarcie, zdecydował się na Akademię w Stuttgarcie (Württembergische Akademie in Stuttgart), gdzie wykształcił szereg znaczących później malarzy. Jego twórczość zyskała też wtedy międzynarodowy rozgłos i pokazywana była na licznych wystawach.
W 1929 roku otrzymał Kolig zlecenie ozdobienia freskiem małej sali posiedzeń w budynku Landtagu Karyntii w Klagenfurcie. Wykonane razem z uczniami ze Stuttgartu w następnym roku dzieło stało się przedmiotem ataku niemiecko-nacjonalistycznych posłów, którzy na posiedzeniu Landtagu 25 marca 1931 roku zażądali usunięcia fresków. Zniszczeniu ich udało się wtedy zapobiec, w 1935 roku jednak zostały one zasłonięte, a w 1938, po Anschlussie Austrii naziści zdjęli je zupełnie, podobnie jak mozaikę w salzburskim Festspielhaus. Również inne prace Koliga usunięte zostały ze zbiorów muzeów i galerii, a Adolf Hitler miał osobiście wypowiadać się przeciwko późnoekspresjonitycznej twórczości artysty.
Nie angażując się w kwestie polityczne Kolig pozostawał aż do jesieni 1943 w Stuttgarcie, gdzie jednak z czasem czuł się coraz mniej bezpiecznie i w końcu wrócił do Nötsch. 17 grudnia 1944 został podczas bombardowania wraz z rodziną przysypany gruzami i ciężko ranny. Zniszczeniu uległa też wtedy po raz kolejny znaczna część jego prac.
W 1947 r. Anton Kolig został laureatem nagrody miasta Wiednia w dziedzinie malarstwa i grafiki, w 1959 nazwano jego imieniem ulicę w Wiedniu (Anton-Kolig-Gasse).

## Dzieła
Anton Kolig uważany jest za jednego z najważniejszych przedstawicieli austriackiego późnego ekspresjonizmu (Farbexpressionismus). Wykonał ok. 3000 rysunków, 62 barwnych prac na papierze i 390 obrazów olejnych, z których jednak wiele zostało zniszczonych lub zaginęło. Z powodu swych homoerotycznych skłonności podejmował często temat męskiego aktu, ponadto malował portrety i martwe natury. Wiele z prac Koliga daje też wyraz jego religijności. Prace artysty znajdują się głównie w wiedeńskich muzeach: Leopold Museum, Belvedere i w Heeresgeschichtliches Museum (Muzeum Historii Armii), a także w galerii kolekcji Esslów Sammlung Essl w Klosterneuburg oraz w karynckiej Landesgalerie.
Wybrane prace artysty:
- Stille Frau – Bildnis der Mutter (Milcząca kobieta – portret matki), Wiedeń, Leopold Museum, Inv. Nr. 2019, 1909, olej na płótnie, 168,5 × 56 cm
- Stilleben mit Äpfeln und Weintrauben (Martwa natura z jabłkami i winogronami), Wiedeń, Leopold Museum, Inv. Nr. 507, 1912, olej na płótnie
- Tänzerin (Tancerka), wł. pryw., 1913, olej na płótnie, 156 × 69,5 cm
- Stilleben mit Schildkröte (Martwa natura z żółwiem) Wiedeń, Leopold Museum, Inv. Nr. 194, 1913, olej na płótnie
- Berta Zuckerkandl, Wien Museum, Inv. Nr. 77.879, 1915, olej na płótnie, 150 × 81 cm
- Hauptmann Boleslavski (Kapitam Boleslavski), Wiedeń, Leopold Museum, Inv. Nr. 171, 1916, olej na płótnie
- Winterlandschaft bei Sonnenuntergang (Pejzaż zimowy o zachodzie słońca), Wiedeń, Leopold Museum, Inv. Nr. 183, 1917, olej na kartonie
- Sitzender Jüngling – Am Morgen (Siedzący młodzian – o poranku), Wiedeń, Leopold Museum, Inv. Nr. 406, 1919, olej na płótnie, 152 × 93,1 cm
- Liegender Männerakt in Grau (Leżący akt męski w szarości), Wiedeń, Leopold Museum, Inv. Nr. 352, 1919, olej na płótnie
- Die Handarbeitslehrerin (Nauczycielka robótek ręcznych), Wiedeń, Leopold Museum, Inv. Nr. 353, 1920, olej na płótnie
- Sehnsucht (Tęsknota), Wiedeń, Leopold Museum, Inv. Nr. 200, 1922, olej na płótnie
- Aufschwebender Genius (Unoszący się geniusz – szkic do plafonu w budynku wiedeńskiej straży pożarnej), Wiedeń, Leopold Museum, Inv. Nr. 233), 1924, olej na płótnie
- Freski dla krematorium w Wiedniu, 1925
- Spiegelakt (Akt lustrzany), Wiedeń, Leopold Museum, Inv. Nr. 198, 1926, olej na płótnie
- Selbstbildnis in blauer Jacke (Autoportret w niebieskiej kurtce), Wiedeń, Leopold Museum, Inv. Nr. 199, 1926, olej na płótnie
- Freski (Klagenfurt, Landhaus), 1930
- Das Pelzchen – Des Künstlers Tochter Antoinette (Futerko – córka artysty Antoinette), Wiedeń, Leopold Museum, Inv. Nr. 351, 1930, olej na płótnie, 125 × 78,2 cm
- Liegender Männerakt (Leżący akt męski), Stuttgart, wł. pryw., ok. 1930, olej na płótnie
- Portrait von Dr. Ensinger (Portret dra Ensingera) Stuttgart, wł. pryw., ok. 1930, olej na płótnie
- Das Vergehen (Przemijanie), Linz, Lentos Kunstmuseum, 1946, olej na płótnie, 76 × 94 cm
- Zivilisation III (Cywilizacja III), Wiedeń, Leopold Museum, Inv. Nr. 185, 1947, olej na kartonie
- Die Sonnensucher (Poszukujący słońca), Wiedeń, Leopold Museum, Inv. Nr. 193, 1947, olej na płótnie
- Die vier Evangelisten (Czterej ewangeliści), Wiedeń, Leopold Museum, Inv. Nr. 355, 1948, olej na płycie pilśniowej
- Männlicher Akt mit Schlange (Akt męski z wężem), Wiedeń, Zbiory Narodowego Banku Austrii, 1949, olej na płycie pilśniowej, 84,6 × 57 cm
- Brustbild eines Knaben mit Violine (Popiersie chłopca ze skrzypcami), Wiedeń, SZbiory Narodowego Banku Austrii, ok. 1949, olej na kartonie, 53 × 43,5 cm